# تورونتو بليزارد (1971–1984)
كان تورونتو بليزارد ناديًا محترفًا في تورونتو، أونتاريو، ولعب في دوري أمريكا الشمالية لكرة القدم (1968-1984).

## تاريخه
انضمت تورونتو مترو الأنفاق إلى NASL في عام 1971. كان ملعبهم هو ملعب فارسيتي.
في عام 1975، تم شراء 50 ٪ من الفريق مقابل 250 ألف دولار من قبل تورنتو كرواتيا من الدوري الوطني لكرة القدم، وأصبح الفريق تورنتو مترو-كرواتيا. فاز النادي ببطولة 1976 Soccer Bowl. ومع ذلك، استمروا في النضال عند البوابة.
اشترت شبكة التلفزيون العالمية 85٪ من شركة Toronto Metros-Croatia المتعثرة في 1 فبراير 1979 مقابل 2.6 مليون دولار. بعد الشراء عادت تورنتو كرواتيا إلى NSL كنادي منفصل. مع بقاء 7 فقط من 26 لاعبًا من قائمة عام 1978، تمت إعادة تسمية فريق NASL باسم تورونتو بليزارد بعد الاستحواذ. في ظل الملكية الجديدة، تضاعف الحضور تقريبًا. من 1979 إلى 1983، لعبت بليزارد مباريات منزلية في استاد المعارض قبل العودة إلى ملعب فارسيتي لموسم 1984 NASL.
كان بليزارد أعضاء في NASL حتى عام 1984، آخر عام في عمليات الدوري. كان الفريق وصيفًا لبطولة الدوري عام 1983، حيث خسر كرة القدم أمام تلسا رافنكس 2-0 أمام قرابة ستين ألف شخص في ملعب بي سي بليس بفانكوفر. كانوا الوصيفين مرة أخرى في عام 1984 عندما خسروا أمام شيكاغو ستينغ مباراتين مقابل لا شيء في أفضل ثلاث سلاسل من البطولات. تم تدريب النادي في السنتين الأخيرتين بواسطة بوب هويختون، بمساعدة روب تورنر وظهر روبيرتو بيتيغا، ديفيد بيرن، كليف كالفرت، باسكوالي دي لوكا، تشارلي فالزون، سفين هابرمان، باول هاموند، باول جيمس، كوني كارلسون، Victor Kodelja، تريفور ماكالوم، كولن ميلر، جان مولر (1953)، جيمي نيكول، Ace Ntsoelengoe، راندي راجان، نيل روبرتس، جون باسكين، ديريك سبالدينغ، وبروس ويلسون في تشكيلة الفريق.